# تروکون
تروکون (به اسپانیایی: Trocon) یک کوه در آرژانتین است که در آرژانتین واقع شده‌است.